# Bombon
Bombon je vrsta slatkiša izrađen od koncentrirane mješavine šećera i vode, s dodatkom boja i aroma.
Pojam bombon je modificirana francuska riječ bonbon, a označava nešto dobro (bon-bon, bon = dobro).

## Izrada
Sirup od mješavine šećera i vode ili mlijeka se kuha do određene koncentracije, ili dok počne karamelizirati. Ovisno o sastojscima i dužini vrenja, dobivaju se različite vrste bombona.
Prije no što su termometri postali široko dostupni, koncentracija šećera u otopini određivala se jednostavnom metodom: žličica smjese se spušta u hladnu vodu i na temelju njenih svojstava određuje faza otopine:
| Temperatura                                      | Koncentracija šećera | Opis |
| ------------------------------------------------ | -------------------- | --- |
| 110-111 °C                                       | 80%                  | šećer je u obliku tekućih niti                                                                                           |
| 112-115 °C                                       | 85%                  | meke kuglice, koje se nakon nekoliko trenutaka spljošte kao palačinke; koristi se kao kremasto punjenje bombona (fondan) |
| 118-120 °C                                       | 87%                  | čvrste kuglice koje se ne spljošte kad se izvade iz vode, ali se ugibaju pod prstima; do ove faze se kuhaju karamele     |
| 121-130 °C                                       | 92%                  | tvrde kuglice kojima se još uvijek može mijenjati oblik; do ove faze se kuhaju gumeni bomboni, halva                     |
| 132-143 °C                                       | 95%                  | niti koje su malo savitljive pri vađenju iz vode, a pri jačem savijanju će se slomiti                                    |
| 146-154 °C                                       | 99%                  | niti koje su krte i lome se pri savijanju; do ove faze se kuhaju tvrdi bomboni, lizalice, toffee                         |
| 160 °C                                           | 100%                 | bistra tekućina - sva voda je ishlapila, ostao je šećer, koji je tekući i ima svjetlo jantarnu boju                      |
| 170 °C                                           | 100%                 | smeđa tekućina - tekući šećer postaje smeđ zbog karameliziranja                                                          |
| 177 °C                                           | 100%                 | zagorjeli šećer - šećer počinje zagarati i dobiva gorak okus                                                             |
| * Ovom bojom su označene faze kuhanja za bombone |                      | |

Prve žele bombone u Hrvatskoj proizvela je nacionalizirana tvornica Jurja Ehla u Varaždinu poslije drugog svjetskog rata, zahvaljujući kemijskom tehničaru i vrsnom poznavatelju prehrambene tehnologije Herbertu Alfredu Pieperu (1919. – 2005.), tehnologu tvornice, koji je u Varaždin dospio kao zarobljeni njemački vojnik. Bio je prvo smješten u logor u Međimurskoj ulici 6, gdje je tvornica Kalnik počela svoj poslijeratni razvoj. Nadareni tehnolog uspio je proizvesti po svojem receptu proizvesti prve žele bombone u Hrvatskoj.

## Vrste
Bombon u osnovnom značenju podrazumijeva tvrdi slatkiš, koji se zadržava i polako topi u ustima, a u širem smislu obuhvaća čitav niz oblika i sastava:
- Tvrdi bombon
- Draže - bombon s plaštem
- Karamela - meki bombon
- Bajadera
- Čokoladni bombon - ispod plašta od čokolade je punjenje (fondan, ili voće s alkoholom)
- Gumeni bombon - rasteže se kao guma
- Žele bombon
- Pjenasti bombon
- Izbor mekih bombona
- Lizalica (šećerlema, lilihip) je bombon na štapiću
- Lizalica u obliku kuglica
- Lizalica u obliku štapića

Bombonijera je naziv za dekorativnu kutiju s bombonima. Najćešće su to čokoladni bomboni u različitim oblicima. Također, bombonijera je naziv za trgovine slatkišima.

## Drugo značenje
U prenesenom značenju bombon (bombonica) se koristi za ono što je malo, slatko, privlačno. Npr, unuka mu je pravi bombon, Joj što je sladak mobitel, prava je bombonica!, Auto je prava bombonica, izgleda fenomenalno!...

## Vanjske poveznice
- www.kras.hr - Bomboni Kraš
- www.kandit.hr  Arhivirana inačica izvorne stranice od 31. svibnja 2010. (Wayback Machine) - Bomboni Kandit